# Rútilo (cor)
Rútilo é uma cor castanho-avermelhada. É similar ao borgonha e ao bordô, embora essas duas cores tenham uma matiz mais avermelhada, enquanto que rútilo é ligeiramente mais acastanhado.
À direita é apresentada a cor rútilo. Este tom de rútilo representa a cor natural do cabelo humano da dita composição.

## Etimologia
- A palavra rútilo deriva do Latim "Rutilu", tendo sido empregue pelo Gaulês Romanizado - Tácito, para descrever a cor dos cabelos dos povos Germânicos no seu livro "Germania".